# Monkoto (territoire)
Le territoire de Monkoto est une entité administrative déconcentrée de la province de Tshuapa en république démocratique du Congo.

## Géographie
Il s'étend au sud de la province. 

## Histoire
Il fait partie avant 2015 du district de la Tshuapa.

## Commune
Le territoire compte une commune rurale de moins de 80 000 électeurs.
- Monkoto, (7 conseillers municipaux)

## Secteurs
Le territoire de Monkoto est divisé en 3 secteurs :
- Bianga : 5 groupements de 63 villages
- Monkoto : 18 groupements de 109 villages
- Nongo : 5 groupements de 67 villages

## Démographie
| 1994   | 2004   |
| ------ | ------ |
| 47 466 | 99 585 |